# 汉肯斯比特尔
汉肯斯比特尔是德国下萨克森州的一个市镇。总面积34.82平方公里，总人口4298人，其中男性2131人，女性2167人（2011年12月31日），人口密度123人/平方公里。